# Meleterus montanus
Meleterus montanus là một loài ruồi trong họ Tachinidae.